# Lipóc
Lipóc (németül: Steinfurt, horvátul: Lipovac) Strém településrésze Ausztriában, Burgenland tartományban, a Németújvári járásban.

## Fekvése
Németújvártól 12 km-re keletre fekszik.

## Története
A település a 16. század közepén keletkezett a németújvári uradalom területén. Első lakói a Batthyány Ferenc által betelepített horvátok voltak. 1576-ban 11, 1599-ben 16, 1634-ben 24 portát számláltak a településen. 1643-ban 27 házában 156 lakos élt. 1787-ben 25 háza és 159 lakosa volt. 1828-ban 39 házat és 208 lakost számláltak itt.
Vályi András szerint " LIPÓCZ. Steinfurt. Horvát falu Vas Várm. földes Ura g. Batthyáni Uraság, lakosai katolikusok, fekszik Kertesnek szomszédságában, és annak filiája, földgye nem igen termékeny, mivel többnyire hegyes, réttyeinek az áradások ártalmasak, szőlei jó borokat teremnek."
Fényes Elek szerint " Lipocz, Steinfurh, horvát f., Vas vmegyében: 251 kath. lak., bortermesztéssel. A n.-ujvári urad. tartozik. Ut. p. Rába Sz. Mihály."
Vas vármegye monográfiája szerint " Lipócz. Házszám 38, lélekszám 231. A lakosok horvát- és németajkúak, vallásuk r. kath. és ág. ev. Postája Strém, távírója Németujvár. Birtokos gr. Batthyány Kristóf."
A trianoni békeszerződésig Vas vármegye Németújvári járásához tartozott. A békeszerződések Ausztriának ítélték és Burgenland tartomány része lett. 1971-ben közigazgatásilag Strémhez csatolták.

## Népessége
1910-ben 210, többségben horvát lakosa volt, jelentős német kisebbséggel.
2001-ben 128 lakosa volt.

## Nevezetességei
Szent György tiszteletére szentelt római katolikus temploma.

## Külső hivatkozások
- Strém hivatalos oldala
- Lipóc a dél-burgenlandi települések honlapján
- Várszentmiklós honlapja
- A burgenlandi települések történeti lexikona